# Rhaphidopsis
Rhaphidopsis is een kevergeslacht uit de familie van de boktorren (Cerambycidae). De wetenschappelijke naam van het geslacht werd voor het eerst geldig gepubliceerd in 1855 door Gerstaecker.

## Soorten
Rhaphidopsis omvat de volgende soorten:
- Rhaphidopsis melaleuca Gerstaecker, 1855
- Rhaphidopsis zonaria (Thomson, 1857)